# Pauli omvändelse (Michelangelo)
Pauli omvändelse är en freskmålning utförd av Michelangelo åren 1542–1545. Fresken framställer Apostlagärningarnas berättelse om hur farisén Saul på vägen till Damaskus slås till marken av ett mäktigt ljussken. Han hade nitiskt förföljt de kristna men blev nu omvänd när han hörde Herrens kallelse ur ljusskenet och kom därefter att resa runt och predika evangeliet. Fresken utgör ett tidigt exempel på manierism.